# Адикаевский, Василий Васильевич
Васи́лий Васи́льевич Адикае́вский (16 (28) марта 1878, Санкт-Петербург — 29 февраля 1940, Ленинград) — русский журналист и поэт-сатирик.

## Биография
Учился в Петербургском Училище правоведения (1892—1895; не окончил) и гимназии Я. Г. Гуревича. Окончил юридический факультет Санкт-Петербургского университета (1903). Служил в Горном департаменте (1905—1917). После революции работал юрисконсультом, занимался усовершенствованием акустичических приборов.

## Литературная деятельность
Дебютировал в печати стихотворением «Песнь блуждающих огней» в иллюстрированном приложении к «Новому времени» (1902). Во время революции 1905—1907 годов публиковал фельетоны, эпиграммы, сатирические стихотворения в периодических изданиях Москвы и Петербурга (журналы «Стрекоза», «Спрут», «Маляр», «Пчела», газеты «Молодая жизнь», Свободные мысли", «Новости дня»). Издал под названием «От мрака к свету» поэму А. К. Толстого «История государства Российского» с собственным стилизованным продолжением до событий 1905 года (Санкт-Петербург, 1906). Иногда публиковался под псевдонимом Б. Вилли.
Участвовал в журналах «Сатирикон» (1908), «Будильник» и «Солнце России» (1910). В 1911—1912 был редактором еженедельного иллюстрированного журнала «Жизнь и суд». К участию в журнале привлёк как известных юристов, так и писателей (А. И. Куприн, Александр Грин, В. В. Воинов, В. А. Ашкинази, Евгений Венский и другие).
После 1917 отошёл от литературной деятельности. Работал юрисконсультом в различных учреждениях. В 1930-е гг. занимался усовершенствованием акустической аппаратуры (имел ряд патентов).